# Den Tolmor
Den Tolmor né Dmitrii Tulcinschii est un producteur de cinéma originaire de Bender, en Moldavie.

## Biographie
Dmitrii Tulcinschii est né en Moldavie. Afin de s’éloigner du conflit transnistrien, il immigre aux États-Unis en 1993 avec sa famille. Là-bas, il prend le nom de Tolmor, plus facile à prononcer pour les Américains  que Tulcinskii.

## Filmographie
- Winter on Fire: Ukraine’s Fight for Freedom (2015)[2],[3],[4],[5],[6]
- Cries from Syria (2017)[2],[3]
- Francesco (2020)
- Righetto (2020)[2]

## Nominations et récompenses
Nominations :
- Oscar du meilleur documentaire (2016)[1].
- Emmy Awards du mérite exceptionnel dans la réalisation d’un film documentaire (2016)[7].